# Kuća od papira
Kuća od papira (šp. La casa de papel, eng. Money Heist) je španjolska televizijska serija koju je osmislio Álex Pina, a koju je prvi puta prikazala Antena 3, a kasnije objavio Netflix.

## Radnja
Skupina pljačkaša sastoji se od devet osoba. Meta je velika pljačka u Španjolskoj državnoj kovnici u Madridu, Fabrica Nacional de Moneda y Timbre. Tvorac podhvata je čovjek po imenu Profesor. Odabrao je još osmero ljudi koji su dobili ime po gradovima: Tokio, Moskva, Denver, Berlin, Nairobi, Rio, Helsinki i Oslo.
Pravi identitet svakoga člana mora ostati tajan, a međuljudski i sentimentalni odnosi su zabranjeni.

## Pregled serije
Tijekom prikazivanja na Anteni 3, prva se sezona sastojala od ukupno 15 epizoda, podijeljenih u dva dijela. Krajem 2017. godine Netflix je stekao međunarodna prava na streaming za seriju, i ponovno izrezao izvornih 15 epizoda na 22 epizode. 2018. službeno je obnovio seriju za treći dio, koja je premijerno prikazana 19. srpnja 2019.
| Dio | Epizode | Epizode | Datum               | Datum               |
| Dio | Epizode | Epizode | Početak             | Kraj                |
| --- | ------- | ------- | ------------------- | ------------------- |
| 1.  | 15      | 9       | 2. svibnja 2017.    | 27. srpnja 2017.    |
| 2.  | 15      | 6       | 16. listopada 2017. | 23. studenoga 2017. |

| Sezona | Sezona | Dio | Epizode           | Epizode           | Datum              | Datum              |
| ------ | ------ | --- | ----------------- | ----------------- | ------------------ | ------------------ |
|        | 1      | 1.  | 13                | 22                | 20. prosinca 2017. | 20. prosinca 2017. |
| 2.     | 1      | 9   | 6. travnja 2018.  | 6. travnja 2018.  |                    |                    |
|        | 2      | 3.  | 8                 | 16                | 19. srpnja 2019.   | 19. srpnja 2019.   |
| 4.     | 2      | 8   | 3. travnja 2020.  | 3. travnja 2020.  |                    |                    |
|        | 3      | 5.  | 5                 | 10                | 3. rujna 2021.     | 3. rujna 2021.     |
| 5      | 3      | 5.  | 3. prosinca 2021. | 3. prosinca 2021. |                    |                    |

## Glumačka postava

### Glavni
- Úrsula Corberó kao Silene Oliveira (Tokyo): Mlada pripovjedačica serije. Prije nego što se pridružila grupi napravila je 15 savršenih pljački sa svojim prvim dečkom. Ima odnos s Riom, vrlo jak karakter i vrlo je impulzivna. Zbog toga mnogo puta ugrožava uspjeh plana. Tijekom petog dijela otkriveno je da njezino kodno ime dolazi od događaja kada je otputovala u Tokio sa svojim dečkom Renéom, ubijenim u sukobu nakon pljačke u samom Tokiju. U petoj epizodi petog dijela odlučuje se žrtvovati, eksplodirajući zajedno s granatama u zrak, ubivši tako Gandiju i njegove vojnike.
- Álvaro Morte kao Sergio Marquina (The Professor) / Salvador "Salva" Martín: Um koji vodi pljačkaše u detaljno isplanirane pljačke. Nema dosjea, nema dokumenata, nije mijenjao osobnu iskaznicu od svoje 19. godine, praktički duh, ali jako inteligentan duh Osobno je zadao udarac kovnici koju je dizajnirao njegov otac, koji je poginuo u pljački. Voli inspektoricu Raquel Murillo (kasnije dobila kodno ime Lisabon).
- Itziar Ituño kao Raquel Murillo (Lisabon):  Inspektorica koja se bavi pregovorima s Profesorom tijekom pljačke Španjolske kraljevske kovnice. Nedavno odvojena od nasilnog muža, započinje romantičnu vezu s Profesorom, podržavajući ga u pljački Španjolske narodne banke, s novim kodnim imenom: 'Lisabon.
- Pedro Alonso kao Andrés de Fonollosa (Berlin): Profesor ga stavlja u poziciju voditelja pljačke. On je iskusan pljačkaš s izraženim osjećajem časti i posjeduje snažnu osobnost koja mu često omogućuje da zadrži hladnu glavu u teškim situacijama. 27 pljački: draguljarne, aukcijske kuće i opljačkani kombiji. Najbolji podhvat bio mu je na Elizijskim poljanama u Parizu, 434 dijamanta. Na kraju 2. dijela, kako se ispostavilo da je smrtno bolestan, odlučio se žrtvovati i biti ubijen od strane specijalaca, ali ne prije nego što je naredio Helsinkiju da raznese tunel za bijeg, dopuštajući tako drugim članovima da pobjegnu.
- Paco Tous kao Agustín Ramos (Moscow) (1. i 2. dio, gost od 3. – 5. dijela): Bio je rudar u Asturiji, a onda je shvatio da će stići dalje kopajući prema gore. Šest krznarija, tri urarije i Sindikalna kasa Avilésa. Zna se koristiti svim industrijskim alatima. Sa sinom Denverom sudjeluje u pljački državne kovnice, gdje gubi život tijekom sukoba s policijom. Prije smrti traži oprost od sina i povjerava ga Monici Gatzambide.
- Alba Flores kao Ágata Jiménez (Nairobi): Krivotvoriteljica novca od svoje 13. godine i dilerica droge, ima nenamještenog sina Axela kojem bi željela donirati sav dobiveni novac. Moguće je da je luda, ali je jako smiješna, ima snažan, optimističan, odlučan karakter. Tijekom 4. dijela pita profesora može li joj donirati svoj ejakulat kako bi mogla ponovno imati dijete, Profesor pristaje, ali tijekom pljačke umire.
- Miguel Herrán kao Aníbal Cortés (Rio): On je dečko poznat kao računalni programer, stručnjak za računala i alarme od svoje šeste godine. Bavi tehničkim problemima tijekom pljačke. Održava vezu s Tokijom tijekom treninga u Toledu. Policija ga muči na početku 3. dijela, zbog čega banda odlučuje organizirati pljačku u Španjolsku narodnu banku.
- Jaime Lorente kao Ricardo / Daniel Ramos (Denver): Sin Moskve, odrastao je bez velikog obrazovanja, slijedeći očeve stope na putu prema kriminalu. Poznato je da je bio diler droge s tendencijom da lako doolazi do tučnjava, postajući kralj disko tučnjava. Voli Mónicu Gaztambide (kasnije dobia kodno ime Stockholm), jednog od talaca, nakon što joj je spasio život. Postaje posvojitelj Mónicinog i Arturovog sina Cincinnatija.
- Esther Acebo kao Mónica Gaztambide (Stockholm): Tajnica Artur Romána od kojih je također ljubavnica. Sina kojeg nosi u utrobi, odlučila je zadržati zahvaljujući riječima Denvera, koji postaje njegov posvojitelj. Tijekom serije uspostavlja ljubavnu vezu s Denverom, a zatim usvaja svoj novi nadimak, koji dolazi od Stockholmskog sindroma. Tijekom petog dijela, nakon pobune svog bivšeg ljubavnika i drugih talaca, iznenađuje Artura, upucajući ga i tako da teško ozlijeđuje. Kasnije uzima lijekove za smirenje.
- Enrique Arce kao Arturo Román On je direktor državne kovnice. Često pokušava manipulirati drugim taocima tako da pronađu put za bijeg u njegovu korist. 3 godine nakon pljačke u španjolskoj kovnici postaje javna osoba: odlučuje iskoristiti ozloglašenost dobivenu pljačkom kako bi govorio u kinima, na TV-u i na društvenim medijima i ohrabrio ljude. Tijekom petog dijela Denver ga brutalno napada samo da bi ga kasnije bivša ljubavnica teško ozlijedila tijekom pokušaja nereda. On je prirodni otac Mónicinog i Denverovog sina: Cincinnatija.
- María Pedraza kao Alison Parker (1. i 2. dio): Duhovita kći veleposlanika Ujedinjenog Kraljevstva, bliskog prijatelja kraljice Elizabete II. On je jedan od najvažnijih talaca pljačkaša s kojima preko profesora uspijevaju pregovarati s Raquel Murillo.
- Darko Perić kao Mirko Dragic (Helsinki): Bivši srpski homoseksualni vojnik, cimer u ćeliji svog rođaka Osla, s ljubaznom dušom. Unatoč tome što nije bio liječnik, iz prošlih iskustava na bojnom polju naučio se brinuti o svojim suborcima, liječeći prostrijelne rane ili infekcije. Jako pati od gubitka Osla i Nairobi, ali Palermo mu pomaže da ozdravi od tuge.
- Kiti Mánver kao Mariví Fuentes (1. i 2. dio, gost u 3. i 4.): Raquelina majka.
- Hovik Keuchkerian kao Santiago Lopez (Bogotá) (3. – 5. dijela): Zavarivač i profesionalni pljačkaš, ima sedmero djece diljem svijeta, novi je član bande regrutirane za pljačku Španjolske narodne banke.
- Belén Cuesta kao Julia Martinez (Manila) (4. i 5. dio, gost u 3. dijelu): Mlada transseksualna žena infiltrirana od strane bande tijekom pljačke Španjolske narodne banke. Prijateljica je Denvera od djetinjstva i kuma Moskve. Njezin otac Benjamin i Moskva bili su bratski prijatelji. Uvijek je bila zaljubljena u Denvera.
- Fernando Cayo kao Colonel Luis Tamayo (4. i 5. dio, gost u 3. dijelu): član španjolske obavještajne službe koji nadgleda Aliciin rad na slučaju.
- Rodrigo de la Serna kao Martín Berrote (Palermo) (3. – 5. dijela): stari argentinski prijatelj Berlina koji je planirao pljačku Španjolske banke s njim i preuzeo njegovo mjesto zapovjednika.
- Najwa Nimri kao Alicia Sierra (3. – 5. dijela): trudna inspektorica Nacionalne policije, zadužena za slučaj nakon što je Raquel otišla iz policije.

## Produkcija
Serija je objavljena 2. svibnja 2017., a završila 23. studenoga iste godine, s ukupno 15 poglavlja. Netflix je kasnije stekao distribucijska prava na seriju, zbog čega se njezina publika proširila na druge zemlje, uglavnom pod imenom Money Heist i s ukupno 22 poglavlja, reorganizirana iz originala. Dana 18. travnja 2018. osvojila je Međunarodnu nagradu Emmy u kategoriji "najbolja drama", što je činjenica bez presedana u povijesti televizije u Španjolskoj, što je omogućilo obnovu partnerstva s platformom za treću sezonu otvorenu 2019. godine. Iste godine 19. srpnja objavljen je treći dio s pretpremijerom na plažama Málage dan ranije. Četvrti dio objavljen je 3. travnja 2020. dok peti i posljednji dio serije objavljen je 2021. u dva dijela, prvi 3. rujna, drugi 3. prosinca. Bila je to najgledanija serija na neengleskom jeziku u povijesti Netflixa, koju je nedavno nadmašila južnokorejska Igra lignje.

### Dalímaska kao kulturni simbol
Estetiku serije razvili su tvorac Alex Pina, redatelj Jesús Colmenar i snimatelj Migue Amoedo, prema "La Vanguardiji" "Najplodnijem umjetničkom triju posljednjih godina". Abdón Alcañiz radio je kao umjetnički direktor. Salvador Dalí izabran je da Robertsov dizajn maski bude prepoznatljiviji, kao i da služi kao španjolska kulturna referentna ikona.

### Bella ciao
Talijanska antifašistička pjesma Bella ciao čuje se nekoliko puta tijekom serije. Tokio pripovijeda u jednoj od svojih priča: "Profesorov se život vrtio oko ideje... Otpora. Njegov djed, koji je bio dio antifašistićkog otpora u Italiji, naučio ga je tu pjesmu. A onda je on naučio nas.". Pjesma se otkriva i u drugim amblematskim trenucima, primjerice kada lopovi bježe iz kovnice, kao metafora za slobodu. Zahvaljujući popularnosti serije, Bella ciao, koju igraju Profesor i Berlin (dva glavna lika), ušla je u SNEP (Nacionalni sindikat fonografskog izdavaštva), službeni rang Francuskog uspjeha, debitirajući na petom mjestu u svibnju 2018. Remiksirana verzija iste pjesme "Bella ciao (Hugel Remix)" s Profesorom je u travnju 2018. na SNEP-u stigla do 16.mjesta i stigla do 2.mjesta na njemačkim top listama. Ostale verzije pjesme uključuju one "The Beara", koji je u Francuskoj dosegao 45.mjesto, verziju "Sound of Legend" koja stiže na 34.mjesto i verziju "Manu Pila" koja stiže na 27.mjesto. Reper Rémy donio je rap reimagining pjesme dodavanjem stihova na francuskom. Ova verzija dosegla je 66.mjesto na ljestvici. Dana 18. svibnja 2018. godine Maître Gims, Vitaa, Dadju, Slimane i Naestro objavili su potpuno obnovljenu verziju s novim riječima na francuskom jeziku koje čuvaju neke stihove na talijanskom jeziku. Pjesma je postala popularna u Španjolskoj sedamdesetih godina s interpretacijama tekstopisaca u kasnim danima frankizama, kao što su Adolfo Celán ili Paco Revuelta.

## Spin-off

### Kuća od papira: Koreja
Producenti serije najavili su korejsku preradu serije s Park Hae-soo u ulozi Berlina. Serija je premijerno prikazana 24. lipnja 2022.

### Berlin
Nekoliko dana nakon izlaska drugoga dijela pete sezone, 30. studenoga 2021., producenti serije najavili su spin-off, u produkciji Netflixa, fokusiran na liku Berlina. Radnja serija događa se prije prve dvije sezone. Serija je prikazana 29. prosinca 2023.

## Vanjske poveznice
- Službena stranica na Netflix-u
- Službena stranica na Antena 3 (šp.)
- Kuća od papira u internetskoj bazi filmova IMDb-a (engl.)
- Money Heist na Rotten Tomatoes (engl.)